# Neger (żywa torpeda)
Neger – typ niemieckich żywych torped z okresu II wojny światowej. Ich produkcję rozpoczęto w roku 1944. Mimo że ich konstrukcja zakładała przeżycie pilota, to odsetek marynarzy, którzy zginęli w trakcie akcji bojowych z ich użyciem, pozwala uważać je za broń samobójczą.

## Historia
W marcu 1944 pod okiem inżyniera Richarda Mohra, w zakładzie produkującym torpedy w Eckernförde, opracowano pojazd podwodny, który składał się z przerobionej torpedy G7e wyposażonej w miejsce dla jednego członka załogi, który nią sterował i jednej podwieszanej torpedy bojowej G7e kalibru 533 mm. Pierwsze gotowe egzemplarze przekazano Kriegsmarine już w tym samym miesiącu. Pierwszą akcją bojową był atak na flotę aliancką pod Anzio w kwietniu 1944. Z 30 jednostek typu Neger zwodowano wówczas 17, ale tylko jednej, pilotowanej przez podchorążego Karla Heinza Potthasta, udało się zatopić stary okręt pomocniczy aliantów. Niemieckie żywe torpedy nie natrafiły w trakcie swojej operacji na okręty wroga, bowiem zostały one wcześniej ostrzeżone i opuściły port w Anzio. Z akcji wróciło wówczas 13 żywych torped, jedna została zdobyta przez aliantów, co przyczyniło się do opracowania technik obronnych przeciwko temu rodzajowi uzbrojenia.
W lipcu 1944 na większą skalę użyto jednostek typu Neger przeciwko flocie alianckiej uczestniczącej w lądowaniu w Normandii. W ataku z 5 na 6 lipca 26 jednostek, które wyszło w morze, zatopiło dwa brytyjskie trałowce: HMS „Cato” i HMS „Magic”. Tylko 14 jednostek powróciło z tej misji do bazy. Drugi atak przeprowadzono w nocy z 7 na 8 lipca i wzięło w nim udział 21 jednostek typu Neger. Tuż przed atakiem zostały one wykryte i zaatakowane przez okręty eskorty i lotnictwo. Kilka Negerów wystrzeliło torpedy w następstwie czego zatopiony został kolejny trałowiec HMS „Pylades” i ciężko uszkodzony został polski krążownik ORP „Dragon”. Na pokładzie polskiego okrętu, trafionego torpedą przez (znanego spod Anzio) podchorążego Potthasta, zginęło 37 marynarzy, a 14 odniosło rany. Ta akcja kosztowała Niemców utratę prawie wszystkich pilotów (wrócił jedynie kapral Walter Gerhold). Operacja z 20 lipca 1944 przyniosła sukces w postaci zatopienia brytyjskiego niszczyciela HMS „Isis”. Jeszcze w sierpniu 1944 Niemcy wypuścili na wody niderlandzkie 16 żywych torped Neger, ale nie odniosły one żadnego sukcesu, a do baz powróciło jedynie 2 pilotów.
Od września 1944 zaczęto ograniczać użycie Negerów, bowiem weszły na wyposażenie nowe bronie: miniaturowe okręty podwodne i ulepszone żywe torpedy Marder.
Negery okazały się bronią tanią, prostą w produkcji, ale również posiadającą szereg wad. Źle działał system wentylacji (wielu pilotów zatruło się dwutlenkiem węgla), dochodziło do awarii przy strzelaniu z torpedy bojowej (nie odczepiała się, ciągnąc torpedę nośną w kierunku celu), piloci mieli problemy z nawigacją (wykorzystywali tylko kompas ręczny, co powodowało częste gubienie się w ciemnościach) i z odrzucaniem owiewki pleksiglasowej kokpitu. Neger działał ponadto w wynurzeniu, co narażało go na wykrycie i łatwe zatopienie. Dodatkowo od maja 1944 alianci wiedzieli o każdym posunięciu dowódcy tych sił wiceadmirała Hellmutha Heye’go, bowiem udało im się złamać kod Enigmy, jakim on się posługiwał.